# شيبي

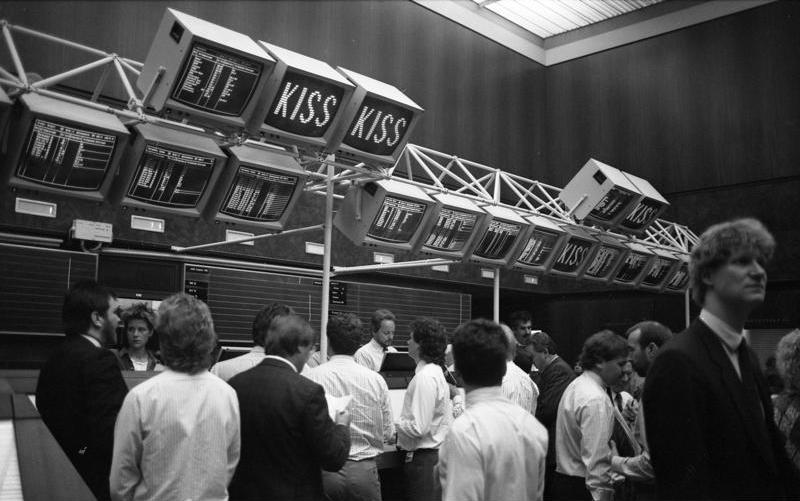
كمبيوتر ونقود (بورصة فرانكفورت 1988)

شيبي − مجلة كمبيوتر (بالألمانية: Chippie − das hr2-Computermagazin)، كانت من أوائل البرامج الإذاعية الخاصة بالكمبيوتر تابعة لمؤسسات البث الإذاعي ARD، بدأ البث الإذاعي لها عام 1990 في إذاعة البرنامج الثاني التابع لإذاعة هسن بالتعاون مع إذاعة الشباب .
تحمل الحلقة المسجلة بكونها أقدم حلقة في أرشيف إذاعة ولاية هيسن العنوان التالي: «بالطبع يمكن للكمبيوتر أن يتكلم» (16 فبراير 1990). وهي حلقة من إعداد الصحفية المتخصصة في المجال العلمي فيفن ماركس. أما تقديم الحلقة الأسبوعية فقد قام به كل من كلاوديا بولتيه و باتريك كونلي.
كانت مواضيع الإرسال المتعلقة بهذا البرنامج تتضمن:
- كمبيوتر في مسرح، أوبرا وحفلة روك 2 مايو 1992.
- كمبيوتر ونقود، 5 سبتمبر 1992.
- كمبيوتر وجنس، 24 أكتوبر 1992.
- شبكات البيانات، 2 يوليو 1994 .

في 1 ديسمبر سنة 1995 تم بث شيبي للمرة الأخيرة. أول مجلة كمبيوتر إذاعية بالألمانية كان بت بايت جيبيسن (1985-1993) .